# Petrus Kramer
Petrus Kramer (* 15. Februar 1600; † nach 1658) war ein deutscher Orgelbauer, der von 1625 bis 1639 in Stadtilm und ab 1639 in Rudolstadt, Thüringen, tätig war.

## Schaffen
Kramer war der erste Orgelbauer, der in Stadtilm tätig war. Ihm folgten unter anderem die Orgelbauerfamilien Witzmann und Schönefeld und Eifert. Bei der Renovierung der Orgel von St. Crucis in Sondershausen wurde 1885 der Name ihres Erbauers entdeckt: „Petrus Krahmer aus Stadtilm 1625“.
Ab 1639 ist Kramer als Orgelbauer in Rudolstadt nachweisbar. Nach dem Tod von Josias Ibach († 1639) wurde Kramer zusammen mit dem Orgelbauer Adam Dietrich aus Bayreuth beauftragt, die nicht vollendete Orgel von Schloss Altenburg instand zu setzen, was die beiden 1639–1640 ausführten.
1658 unterstützte Kramer Ludwig Compenius beim Neubau der Orgel der Weimarer Schlosskapelle (I/P/11), damit das Werk rechtzeitig fertiggestellt werden konnte.

## Werke (Auswahl)
Ein großes „P“ steht für ein selbstständiges Pedal, ein kleines „p“ für ein angehängtes Pedal. Eine Kursivierung zeigt an, dass die betreffende Orgel nicht mehr erhalten ist oder lediglich noch der Prospekt aus der Werkstatt stammt.
| Jahr      | Ort         | Kirche            | Bild | Manuale | Register | Bemerkungen                                                                                                |
| --------- | ----------- | ----------------- | ---- | ------- | -------- | --- |
| 1625      |             | Privat            |      | I       | 8        | Neubau, 1885 in St. Crucis, Sondershausen nachgewiesen; nicht erhalten                                     |
| 1639–1640 | Altenburg   | Schloss Altenburg |      | III/P   | 34 ?     | Instandsetzung der Orgel von Josias Ibach (1636–1639); nicht erhalten                                      |
| 1653      | Niederroßla | Dorfkirche        |      |         |          | Reparatur der Orgel von 1617; 1656 Brand ohne Schaden am Instrument, 1735 neues Gehäuse, mehrfach umgebaut |
| 1658      | Weimar      | Schlosskapelle    |      | I/P     | 11       | Unterstützung des Orgelneubaus von Ludwig Compenius; 1756 ersetzt                                          |